# 苏蒙联军烈士纪念塔
苏蒙联军烈士纪念塔，位于中国河北省张家口市油篓沟乡小狼窝沟村，为张家口市张北县的一个省级文物保护单位，类型为近现代文物，公布时间为2001年2月7日。
苏蒙联军烈士纪念塔的历史年代为1957年，为纪念1945年8月苏蒙联军出兵察哈尔省战胜日本驻蒙军与伪蒙军而牺牲的反法西斯烈士。